# Grattacieli di Balneário Camboriú

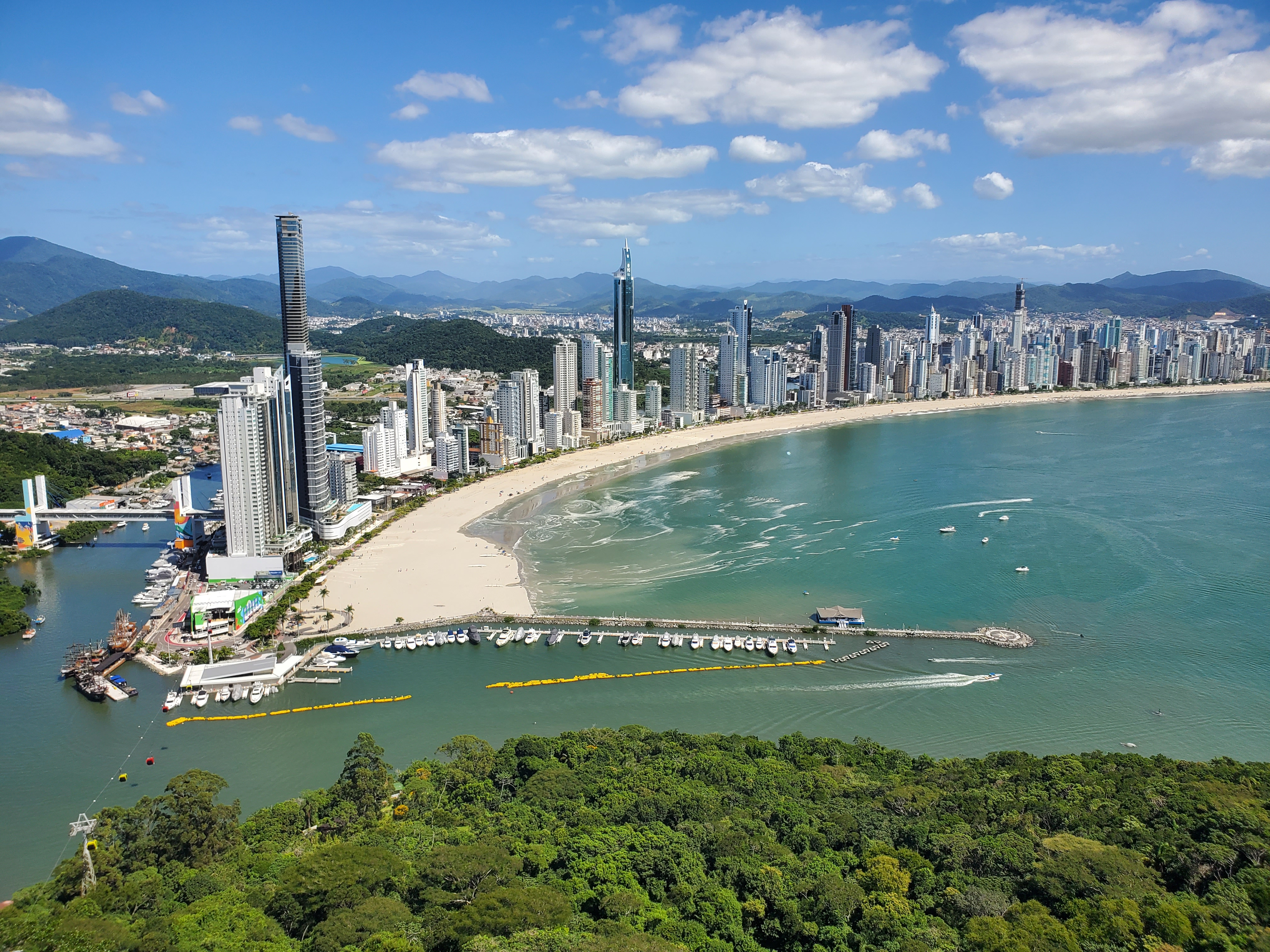
Veduta di Balneário Camboriú

La città di Balneário Camboriú, situata nello stato di Santa Catarina in Brasile, possiede un gran numero di grattacieli. Con 294 metri d'altezza, le due torri gemelle dello Yachthouse by Pininfarina sono i suoi edifici più alti.

## Grattacieli più alti
| Pos. | Nome                                | Immagine | Altezza (m) | Piani | Anno | Destinazione | Note                          |
| ---- | ----------------------------------- | -------- | ----------- | ----- | ---- | ------------ | ----------------------------- |
| 1=   | Yachthouse by Pininfarina (Torre 1) |          | 294         | 81    | 2023 | Residenziale | Più alto edificio del Brasile |
| 1=   | Yachthouse by Pininfarina (Torre 2) |          | 294         | 81    | 2023 | Residenziale | Più alto edificio del Brasile |
| 3    | One Tower                           |          | 290         | 77    | 2022 | Residenziale |                               |
| 4    | Infinity Coast                      |          | 235         | 66    | 2019 | Residenziale |                               |
| 5    | Epic Tower                          |          | 191         | 56    | 2020 | Residenziale |                               |
| 6    | Copenhagen                          |          | 190         | 51    | 2022 | Residenziale |                               |
| 7    | Millennium Palace                   |          | 177         | 46    | 2014 | Residenziale |                               |
| 8    | New York Apartments                 |          | 176         | 51    | 2021 | Residenziale |                               |
| 9    | Alameda Jardins Residence           |          | 174         | 45    | 2015 | Residenziale |                               |
| 10   | Império das Ondas                   |          | 165         | 51    | 2016 | Residenziale |                               |